# サーカス五人組
『サーカス五人組』（サーカスごにんぐみ）は、1935年に公開された成瀬巳喜男監督の日本映画。

## スタッフ
- 監督 - 成瀬巳喜男[1]
- 脚本 - 伊馬鵜平[1]、永見柳二[1]
- 原作 - 古川緑波[1] 『悲しきジンタ』
- 撮影 - 鈴木博[1]
- 美術 - 山崎醇之輔[2]
- 音楽 - 紙恭輔[1]
- 録音 - 市川綱二[2]
- 編集 - 岩下廣一[2]
- 現像 - 小野賢治[2]
- 主題歌 - ビクターレコード[2] / 演奏：P.C.L.管弦楽団[2]
  - 「悲しきジンタ[2]」- 詞：佐伯孝夫[2]、曲：佐々木俊一[2]
  - 「サーカス娘[2]」- 詞：佐伯孝夫[2]、曲：紙恭輔[2]

## キャスト
- 堤真佐子[3] - 千代子
- 梅園龍子[3] - 澄子
- 大川平八郎[3] - ジンタ五人組・幸吉
- 宇留木浩[3] - ジンタ五人組・虎吉
- 藤原釜足[3] - ジンタ五人組・甚吉
- リキー宮川[4] - ジンタ五人組・六太
- 御橋公[4] - ジンタ五人組・清六
- 丸山定夫[4] - 世界漫遊曲馬団長
- 三條正子[4] - 玉乗り娘
- 森野鍛冶哉[4] - マネージャー・松本
- 清川虹子[4] - 女給・おきよ
- 加賀晃二[4] - 曲芸師・邦夫